# Echinops pellenzianus
Echinops pellenzianus là một loài thực vật có hoa trong họ Cúc. Loài này được Hügin & W.Lohmeyer mô tả khoa học đầu tiên năm 1993.